# Schrankia balneorum
Schrankia balneorum là một loài bướm đêm trong họ Erebidae.